# Les Trois Vallées

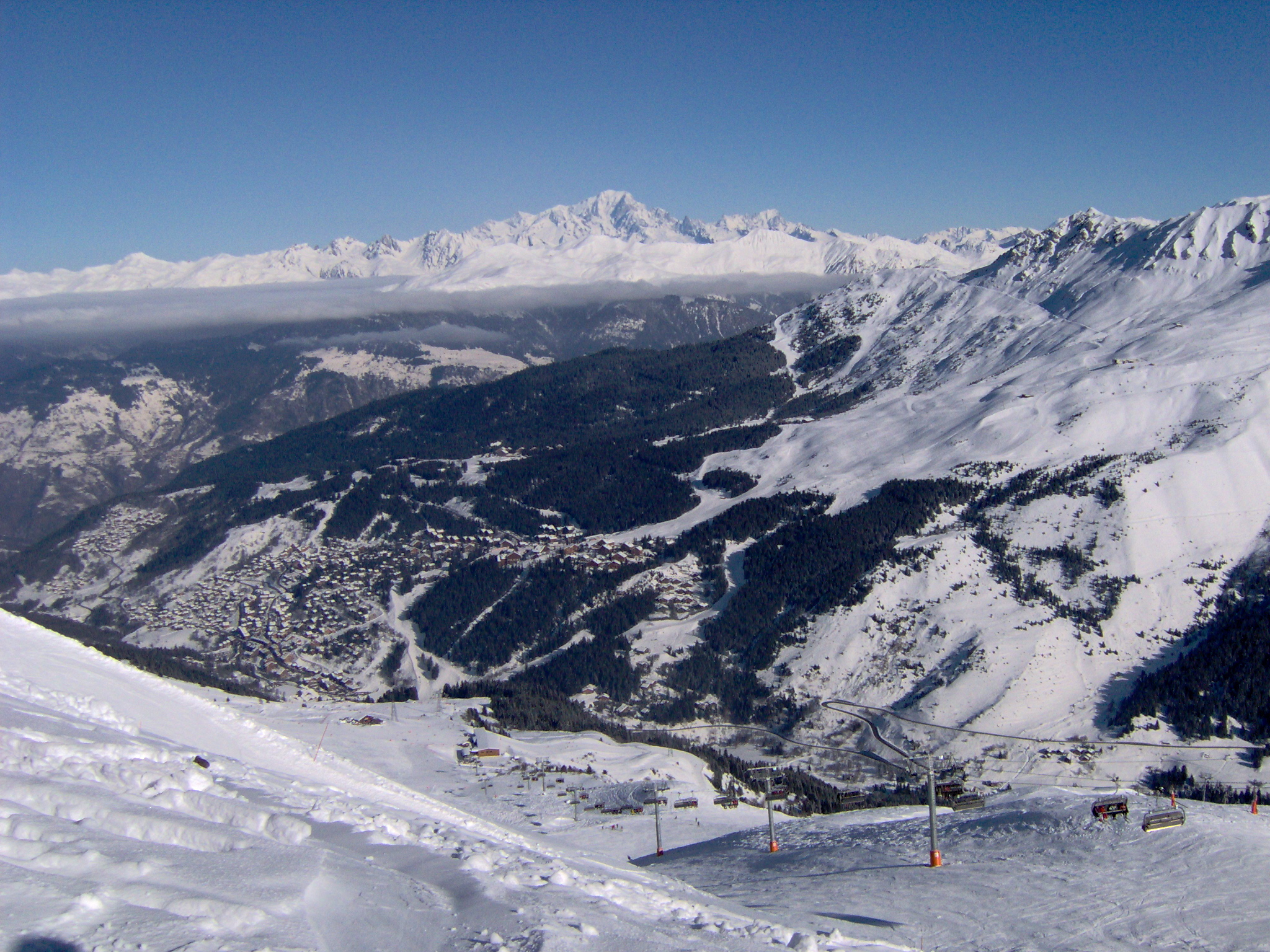
Údolí Meribel (v pozadí Mont Blanc)

Les Trois Vallées (česky Tři údolí či Trojúdolí) je francouzské lyžařské středisko v Savojských Alpách, v údolí Tarentaise.
Od roku 1973 je zde možnost, díky propojení, lyžovat ve 3 údolích s použitím 1 permanentky. Díky tomu je Les 3 Vallées se svými 600 km sjezdovek největší lyžařská oblast světa, která je propojena výhradně lanovkami, lyžařskými vleky a sjezdovkami. Zároveň je zde 120 km běžeckých tras. V údolí Tarentaise je velká konkurence lyžařských středisek, mezi něž patří např. Paradiski (Les Arcs, La Plagne) a Espace Killy (Val d’Isére, Tignes).
Trojúdolí má 3 pozemní lanovky, 37 kabinových lanovek, 69 sedačkových lanovek a 74 vleků, které přepraví 260 000 lyžařů za hodinu.
| Údolí      | Oblast                  | Rok otevření | Výškový rozsah (m) | Vesnice                                                               |
| ---------- | ----------------------- | ------------ | ------------------ | --------------------------------------------------------------------- |
| Saint-Bon  | Courchevel              | 1946         | 1300–2738          | Courchevel-Le Praz, Courchevel 1550, Courchevel 1650, Courchevel 1850 |
| Saint-Bon  | la Tania                | 1990         | 1400–2305          | –                                                                     |
| Allues     | Méribel                 | 1939         | 1400–2952          | Meribel-Village, Meribel, Meribel-Mottaret                            |
| Allues     | Brides-les-Bains        | 1992         | 600–1450           | Les Allues                                                            |
| Belleville | Val Thorens             | 1972         | 2300–3200          | –                                                                     |
| Belleville | Les Menuires            | 1964         | 1850–2850          | Les Menuires, Reberty, La Masse                                       |
| Belleville | St-Martin-de-Belleville | 1983         | 1400–2434          | –                                                                     |
| Maurienne  | Orelle                  | 1996         | 900–3230           | –                                                                     |